# Khathia Bâ
Khathia Bâ, née le 22 octobre 1990 à Dakar, est une kayakiste sénégalaise.

## Biographie
Khatia Bâ est médaillée d'or en K1 3 000 mètres cadettes et en K1 500 mètres (cadettes), et médaillée d'argent en K1 200 mètres cadettes aux Championnats d'Afrique de course en ligne 2005 à Saint-Louis.
Khatia Bâ est médaillée d'argent sur 200 mètres junior en V1 et médaillée de bronze en K1 500 mètres senior, en V1 1 000 mètres junior et en V1 500 mètres junior aux Championnats d'Afrique de course en ligne 2008 au Kenya.
Elle dispute l'épreuve de kayak monoplace sur 500 mètres des Jeux olympiques d'été de 2008 à Pékin, mais est éliminée dès le premier tour.
Elle remporte aux Jeux africains de 2011 à Maputo deux médailles de bronze, en kayak monoplace sur 200 mètres et en kayak monoplace sur 500 mètres.
Aux Championnats d'Afrique de course en ligne de canoë-kayak 2013 à Tunis, elle est médaillée d'argent du K1 marathon et médaillée de bronze du K1 200 mètres, du K1 500 mètres et du K2 500 mètres.